# Valley's Eve
Valley's Eve est un groupe de power metal et metal progressif allemand originaire de Bad Grönenbach, en Bavière. Le groupe est connu pour son style dynamique et ses bonnes critiques, mais n'a jamais réussi à devenir plus populaire hors de l'underground allemand. Après la formation du groupe Mystic Prophecy par le chanteur Roberto Dimitri Liapakis et le bassiste et claviériste Martin Albrecht en 2000, qui connaitra une plus grande réputation, Valley's Eve ne restera qu'un projet parallèle inactif depuis la sortie de l'album Deception of Pain en 2002.

## Biographie
Valley's Eve est formé en 1993 à Bad Grönenbach, en Bavière. Après plusieurs changements de formation chaotiques, Valley's Eve publie son premier album studio, Prodigia, en 1996. L'album se vendra à plus de 6 000 exemplaires. Trois ans plus tard, en 1999, sort le deuxième album studio du groupe, The Atmosphere of Silence. Il comprend 11 chansons pour un total de 56 minutes.
Valley's Eve publie son troisième et dernier album, Deception of Pain en mars 2002. Il comprend un total de douze chansons. Le groupe prévoit un nouvel album pour octobre ou novembre 2002, mais il ne sera jamais publié. Après la formation du groupe Mystic Prophecy par le chanteur Roberto Dimitri Liapakis et le bassiste et claviériste Martin Albrecht en 2000, qui connaitra une plus grande réputation, Valley's Eve ne restera qu'un projet parallèle inactif depuis la sortie de Deception of Pain.

## Style musical
Le style musical du groupe est catégorisé metal progressif, heavy metal traditionnel, power metal,, et metal mélodique.

## Anciens membres
- Roberto Dimitri Liapakis - chant
- Frank Pané - guitare
- Martin Albrecht - guitare basse, claviers
- Frank Huber - batterie, percussions